# Liste der Kulturdenkmäler in Hörscheid
In der Liste der Kulturdenkmäler in Hörscheid sind alle Kulturdenkmäler der rheinland-pfälzischen Ortsgemeinde Hörscheid aufgeführt. Grundlage ist die Denkmalliste des Landes Rheinland-Pfalz (Stand: 17. Juli 2023).

## Einzeldenkmäler
| Bezeichnung                          | Lage             | Baujahr                  | Beschreibung                                       | Bild            |
| ------------------------------------ | ---------------- | ------------------------ | -------------------------------------------------- | --------------- |
| Katholische Filialkirche St. Brigida | Hauptstraße Lage | 18. oder 19. Jahrhundert | zweiachsiger Saalbau, 18. oder 19. Jahrhundert (?) | Fotos hochladen |